# 斯特里利欽齊
48°57′8″N 28°41′8″E / 48.95222°N 28.68556°E
斯特里利欽齊（烏克蘭語：Стрільчинці），是烏克蘭西南部的村莊，隸屬文尼察州的文尼察區。該村始建於1780年，面積2.54平方公里，海拔高度254米，2001年人口629，人口密度每平方公里247.83人。